# 11 مايو
- السبت
- الأحد
- الاثنين
- الثلاثاء
- الأربعاء
- الخميس
- الجمعة

- 2628 شوال 1446  هـ
- 2729 شوال 1446  هـ
- 2830 شوال 1446  هـ
- 291 ذو القعدة 1446  هـ
- 302 ذو القعدة 1446  هـ
- 13 ذو القعدة 1446  هـ
- 24 ذو القعدة 1446  هـ
- 35 ذو القعدة 1446  هـ
- 46 ذو القعدة 1446  هـ
- 57 ذو القعدة 1446  هـ
- 68 ذو القعدة 1446  هـ
- 79 ذو القعدة 1446  هـ
- 810 ذو القعدة 1446  هـ
- 911 ذو القعدة 1446  هـ
- 1012 ذو القعدة 1446  هـ
- 1113 ذو القعدة 1446  هـ
- 1214 ذو القعدة 1446  هـ
- 1315 ذو القعدة 1446  هـ
- 1416 ذو القعدة 1446  هـ
- 1517 ذو القعدة 1446  هـ
- 1618 ذو القعدة 1446  هـ
- 1719 ذو القعدة 1446  هـ
- 1820 ذو القعدة 1446  هـ
- 1921 ذو القعدة 1446  هـ
- 2022 ذو القعدة 1446  هـ
- 2123 ذو القعدة 1446  هـ
- 2224 ذو القعدة 1446  هـ
- 2325 ذو القعدة 1446  هـ
- 2426 ذو القعدة 1446  هـ
- 2527 ذو القعدة 1446  هـ
- 2628 ذو القعدة 1446  هـ
- 2729 ذو القعدة 1446  هـ
- 281 ذو الحجة 1446  هـ
- 292 ذو الحجة 1446  هـ
- 303 ذو الحجة 1446  هـ
- 314 ذو الحجة 1446  هـ
- 15 ذو الحجة 1446  هـ
- 26 ذو الحجة 1446  هـ
- 37 ذو الحجة 1446  هـ
- 48 ذو الحجة 1446  هـ
- 59 ذو الحجة 1446  هـ
- 610 ذو الحجة 1446  هـ

11 مايو أو 11 أيَّار أو 11 مايس أو 11 نوَّار أو يوم 11 \ 5 (اليوم الحادي عشر من الشهر الخامس) هو اليوم الحادي والثلاثون بعد المئة (131) من السنوات البسيطة، أو اليوم الثاني والثلاثون بعد المئة (132) من السنوات الكبيسة وفقًا للتقويم الميلادي الغربي (الغريغوري). يبقى بعده 234 يوماً لانتهاء السنة.

## أحداث
- 330 - افتتاح القسطنطينية عاصمةً للإمبراطورية الرومانية، وسميت «روما الجديدة».
- 1891 - شرطي ياباني يهاجم ولي عهد الإمبراطورية الروسية نيقولا أليكسندروفيتش لاغتياله في الحادثة التي عرفت باسم حادثة أوتسو.
- 1904 - الأتراك يقتلون 900 أرمني في صدامات عرقية.
- 1874 - فتح خط للقطار بين كوبه وأوساكا بمسافة 32.7 كيلو متر.
- 1949 -
  - إسرائيل تنضم للأمم المتحدة.
  - تغير اسم سيام لتصبح تايلاند.
- 1953 - رئيس وزراء المملكة المتحدة ونستون تشرشل يوجه انتقاد حاد لنظرية الدومينو التي كانت إدارة الرئيس الأمريكي دوايت أيزنهاور تروج لها لتبرير التدخل العسكري الأمريكي في دول العالم.
- 1955 - غرق «سفينة أوكورينراكو»، وقد أدت لوفاة 168 شخص.
- 1960 - 4 من عملاء الموساد يختطفون النازي أدولف أيخمان من العاصمة الأرجنتينية بوينس آيرس.
- 1989 -
  - الرئيس الأمريكي جورج بوش يعلن عن اعتزام الولايات المتحدة غزو بنما واعتقال رئيسها الجنرال مانويل نورييغا بتهمة تورطه في عمليات تهريب المخدرات من كولومبيا إلى الأراضي الأمريكية.
  - دول العالم تعلن من كينيا عن فرض حظر دولي على تجارة العاج وذلك لحماية الأفيال من الإبادة الجماعية على أيدي عصابات تجارة العاج التي تقتل آلاف الأفيال سنويًا.
- 1998 - الهند تقوم بتفجير نووي تحت الأرض ضاربةً في عرض الحائط جميع الاحتجاجات الدولية.
- 2002 - بدء أول بث إذاعي للحركة الإسلامية للإصلاح بقيادة سعد الفقيه.
- 2003 - بدأ أول بث تلفزيوني لقناة الإصلاح التابعة للحركة الإسلامية للإصلاح.
- 2004 - موقع إنترنت قريب من تنظيم القاعدة يعرض شريط فيديو يظهر ملثمين يذبحون مواطن أمريكي يدعى نك بيرغ إنتقامًا لانتهاكات الجيش الأمريكي للمعتقلين العراقيين في سجن أبو غريب.
- 2009 - رئيس دولة الإمارات العربية المتحدة الشيخ خليفة بن زايد آل نهيان يجري تعديل وزاري تم بموجبه إعفاء أخويه الشيخ سلطان بن زايد آل نهيان والشيخ حمدان بن زايد آل نهيان من منصب نائب رئيس الوزراء وعين بدلًا عنهما أخويه الشيخ منصور بن زايد آل نهيان والشيخ سيف بن زايد آل نهيان.
- 2010 - رئيس الوزراء البريطاني جوردون براون يستقيل من منصبة، والملكة إليزابيث الثانية تعين زعيم حزب المحافظين ديفيد كاميرون رئيسًا للوزراء وذلك بعد اتفاقه مع حزب الديمقراطيين الليبراليين على تشكيل ائتلاف حاكم يتمتع بأغلبية برلمانية ليكون بذلك أول رئيس لحكومة إئتلافية منذ حكومة ونستون تشرشل خلال الحرب العالمية الثانية.
- 2014 - %89 من المشاركين في استفتاء دونيتسك يختارون الاستقلال عن أوكرانيا، وقادة الجمهورية المعلنة من طرف واحد يقدمون طلبًا للانضمام للاتحاد الروسي.
- 2016 - السُلطات البنجلاديشية تُنفذ حكم الإعدام شنقاً بِحق زَعيم الجماعة الإسلامية في البِلاد مطيع الرحمن نظامي.
- 2022 - مقتل الصحفية الفلسطينية شيرين أبو عاقلة أثناء تغطيتها لعملية عسكرية إسرائيلية في مخيم جنين.
- 2024 - العين الإماراتي يُتوج بلقب دوري أبطال آسيا 2023–24 بعد فوزه في النهائي على يوكوهاما إف مارينوس الياباني بنتيجة 6–3 بمجموع المباراتين.

## مواليد
- 1784 - جورج دبنج، كاتب ومؤرخ فرنسي.
- 1824 - جان ليون جيروم، رسام ونحات فرنسي.
- 1885 - محمود شويل، فقيه ومدرس وصحفي عثماني ثم سعودي.
- 1888 - إرفينغ برلين، موسيقي أمريكي.
- 1894 - مارثا غراهام، راقصة أمريكية.
- 1901 - روزا أوسليندر، شاعرة ألمانية.
- 1904 - سلفادور دالي، رسام ونحات إسباني.
- 1916 - كاميلو خوسيه ثيلا، أديب وشاعر إسباني حاصل على جائزة نوبل في الأدب عام 1989.
- 1918 - ريتشارد فاينمان، عالم فيزياء أمريكي حاصل على جائزة نوبل في الفيزياء عام 1965.
- 1922 - توفيق طوبي، سياسي من عرب 48.
- 1924 - أنطوني هيويش، في عالم فلك بريطاني حاصل على جائزة نوبل في الفيزياء عام 1974.
- 1932 - مصطفى طلاس، عسكري وسياسي سوري.
- 1951 -
  - ممدوح وافي، ممثل مصري.
  - الأميرة بسمة بنت طلال، أميرة أردنية.
- 1952 - رونو سيشان، موسيقي فرنسي.
- 1961 - سحر رامي، ممثلة مصرية.
- 1970 - أنور عبد الحي، لاعب كرة سلة سوري
- 1973 - رابعة الزيات، إعلامية لبنانية.
- 1979 - غونزالو كولسا، لاعب كرة قدم إسباني.
- 1982 - جوناثان جاكسن، ممثل أمريكي.
- 1984 -
  - أندريس إنييستا، لاعب كرة قدم إسباني.
  - إيلكر قلعلي، ممثل تركي.
- 1986 -
  - أبو ديابي، لاعب كرة قدم فرنسي.
  - ميغيل فيلوسو، لاعب كرة قدم برتغالي.
- 1989 - جيوفاني دوس سانتوس، لاعب كرة قدم مكسيكي.

## وفيات
- 1304 - محمود غازان، سلطان إلخاني.
- 1686 - أوتو فون غيريكه، عالم فيزياء ألماني.
- 1778 - وليم بيت، رئيس وزراء المملكة المتحدة.
- 1812 - سبنسر برسيفال، رئيس وزراء المملكة المتحدة.
- 1871 - جون هيرشل، عالم رياضيات بريطاني.
- 1894 - أحمد الكمشخانوي، متصوف عثماني.
- 1927 - خوان غريس، رسام إسباني.
- 1963 - هربرت سبنسر غاسر، عالم فيزيولوجيا أمريكي حاصل على جائزة نوبل في الطب عام 1944.
- 1981 -
  - أود هاسل، عالم كيمياء نرويجي حاصل على جائزة نوبل في الكيمياء عام 1969.
  - بوب مارلي، مغني وموسيقي جامايكي.
- 1985 - عبد المحسن بن عبد العزيز آل سعود، أمير منطقة المدينة المنورة.
- 1996 - نامدي أزيكيوي، أول رؤساء نيجيريا.
- 2001 - دوغلاس آدمز، كاتب روائي إنجليزي.
- 2016 -
  - ماجد الشبل، مذيع أخبار سعودي.
  - مطيع الرحمن نظامي، زعيم الجماعة الإسلامية في بنغلاديش.
- 2022 - شيرين أبو عاقلة، صحافيّة فلسطينيّة.

## أعياد ومناسبات
- عيد ميلاد مدينة «ميسكولتش» في هنغاريا.
- يوم المنشفة، إحياءً لذكرى وفاة الكاتب دوغلاس آدمز.

## وصلات خارجية
- وكالة الأنباء القطريَّة: حدث في مثل هذا اليوم.
- النيويورك تايمز: حدث في مثل هذا اليوم.
- BBC: حدث في مثل هذا اليوم.